# Gamundia
Gamundia — рід грибів родини Tricholomataceae. Назва вперше опублікована 1979 року.

## Класифікація
До роду Gamundia відносять 10 видів:
- Gamundia arctica
- Gamundia hygrocyboides
- Gamundia leucophylla
- Gamundia lonatii
- Gamundia metuloidigera
- Gamundia pseudoclusilis
- Gamundia striatula
- Gamundia xerophila
- Gamundia xerophila
- Gamundia xerophila